# Anthony Annan
Anthony Gildas Kofi Annan (* 21. Juli 1986 in Accra) ist ein ehemaliger ghanaischer Fußballspieler. Der Mittelfeldspieler war vielseitig einsetzbar und hatte seine Stärken vor allem in der Defensive. Er ist ein Neffe zweiten Grades Kofi Annans, des ehemaligen Generalsekretärs der Vereinten Nationen.

## Karriere

### Vereine
Annan spielte bis 2005 bei Sekondi Hasaacas und wechselte anschließend zum Ligakonkurrenten Hearts of Oak SC. Im Januar 2007 wurde er vom norwegischen Erstligisten Start Kristiansand verpflichtet und absolvierte für den Klub in seiner ersten Saison elf Einsätze. Am Saisonende belegte der Verein den vorletzten Tabellenrang und stieg in die Adeccoligaen ab. Annan schloss sich zur Saison 2008 dem Verein Stabæk Fotball an, mit dem er auf Anhieb norwegischer Meister wurde. Anschließend wechselte er für drei Spielzeiten zum norwegischen Rekordmeister Rosenborg Trondheim, die Ablösesumme für ihn betrug rund 1,2 Millionen Euro. Bei Rosenborg BK entwickelte Annan sich zu einem Leistungsträger der Mannschaft, die zweimal den Titel gewann.
Im Januar 2011 wechselte Annan in die Bundesliga zum FC Schalke 04, bei dem er einen Vertrag bis Sommer 2014 unterschrieb. In Gelsenkirchen sollte Annan den nach Spanien abgewanderten Mittelfeldspieler Ivan Rakitić ersetzen. Er absolvierte neun Bundesligaspiele in der Rückrunde für Schalke. Am Ende der Saison gewann er mit der Mannschaft den DFB-Pokal.
Annan gehörte neben Ali Karimi und Angelos Charisteas zu den viel kritisierten und als unnötig bezeichneten Transfers des damaligen Cheftrainers Felix Magath. Nach Magaths Entlassung begann man den Kader zu verkleinern, um Personalkosten zu sparen. Zu den aussortierten Spielern gehörte auch Annan. Im August 2011 wurde er für ein Jahr an den niederländischen Erstligisten Vitesse Arnheim verliehen. Obwohl er in Arnheim regelmäßig zum Einsatz gekommen war, konnten sich beide Vereine nicht auf einen Transfer einigen. Nach dem Ende der Leihe kehrte Annan nach Gelsenkirchen zurück.
Im August 2012 wurde er für die Saison 2012/13 erneut verliehen, diesmal an den spanischen Erstligisten CA Osasuna. Hier war er jedoch meistens nur Ersatzspieler und kehrte am Saisonende nach Schalke zurück. Da sein Vertrag zum Ende der Saison 2013/14 auslief und es keine konkreten Angebote für Annan gab, wurde er in die zweite Mannschaft, die in der viertklassigen Fußball-Regionalliga West antrat, abgeschoben. Aufgrund großer Personalnot im Schalker Kader (teilweise fehlten 13 Spieler verletzungsbedingt) kehrte Annan in der Rückrunde in die Profimannschaft zurück. Dabei kam er zu seinen ersten Einsätzen für Schalke seit fast drei Jahren, darunter das Achtelfinalrückspiel in der Champions League gegen Real Madrid. Nachdem Annans im Juni 2014 auslaufender Vertrag nicht über die bisherige Vertragszeit hinaus verlängert worden war, schloss er sich mit Vertrag bis zum Jahresende 2014 dem finnischen Erstligisten HJK Helsinki an. Sein Ligadebüt gab er am 12. September 2014 (27. Spieltag) beim 2:2 im Heimspiel gegen den Kuopion PS mit Einwechslung für Teemu Tainio in der 58. Minute.
In der Winterpause 2014/15 wechselte Annan ablösefrei zum deutschen Zweitligisten TSV 1860 München. Sein Vertrag endete mit Ablauf der Saison. Nach einer kurzen Zeit der Vereinslosigkeit wechselte Annan zunächst wieder nach Norwegen zu Stabaek IF, im Februar 2016 wieder zu HJK Helsinki. 2019 stand er sechs Monate bei Beitar Jerusalem, von August 2019 bis Ende 2021 bei Inter Turku unter Vertrag.
Im August 2023 schloss er sich dem Oberhausener Club Arminia Lirich aus der Kreisliga A an.

### Nationalmannschaft
Annan repräsentierte sein Land mehrfach auf Juniorenebene und kam auch in der Olympiamannschaft Ghanas zum Einsatz. Am 20. März 2007 wurde er als Ersatz für den verletzten Michael Essien erstmals in die A-Nationalmannschaft Ghanas eingeladen und debütierte im Testspiel gegen Brasilien (Endstand 0:1) am 27. März im Råsundastadion. Für die Afrikameisterschaft 2008 im eigenen Land wurde er in das 23-köpfige Spieleraufgebot berufen. Er kam im letzten Gruppenspiel gegen Marokko zu seinem ersten Turniereinsatz und war anschließend in allen drei Finalrundenpartien auf der linken Abwehrseite im Einsatz. Ghana beendete das Turnier auf dem dritten Platz. In der folgenden Afrikameisterschaft 2010 in Angola holte er mit Ghana den Vizetitel. Bei der WM 2010 in Südafrika absolvierte Annan alle fünf Turnierspiele im defensiven Mittelfeld seines Teams, meistens an der Seite von Kevin-Prince Boateng. Im offiziellen Turnierbericht wurde Annan von der Technischen Studien-Gruppe (TSG) zu den vier herausragenden Spielern Ghanas gezählt und für seine gute Spielübersicht und sein sicheres Passspiel gelobt.

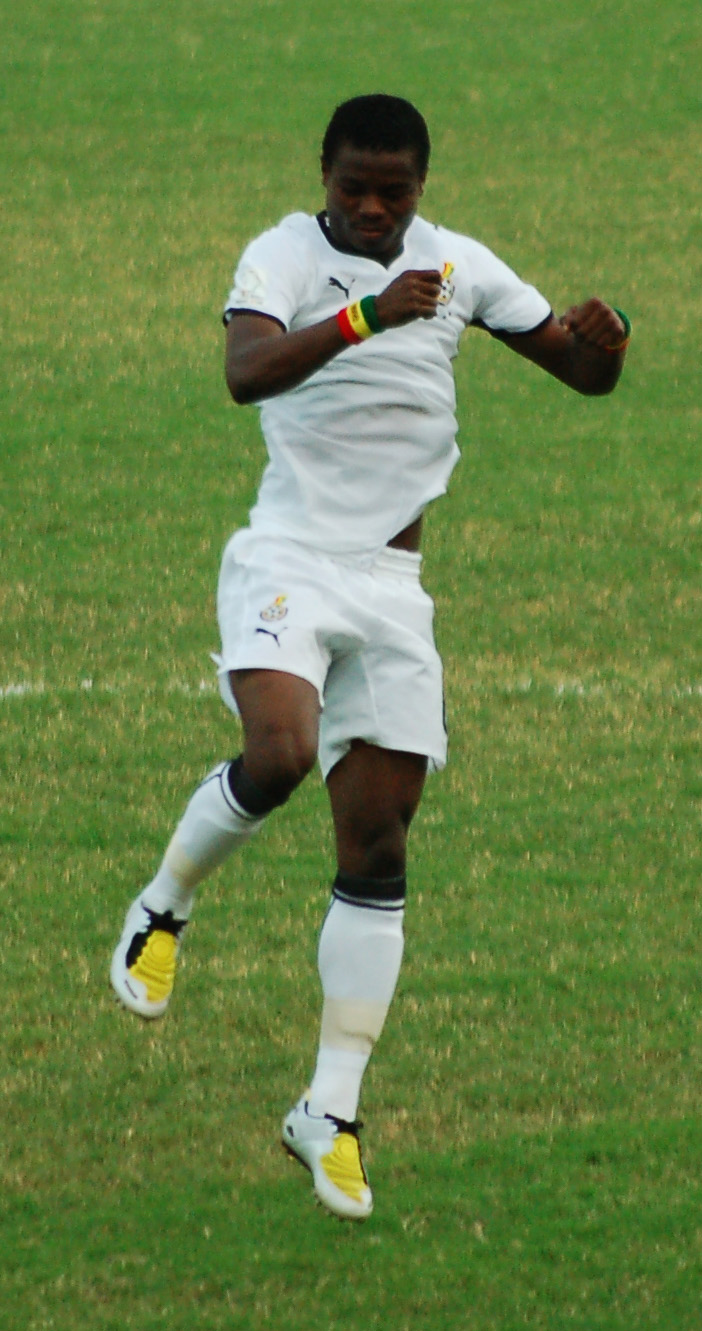
Anthony Annan (2008) im Nationaltrikot von Ghana beim Aufwärmen

## Erfolge

### Nationalmannschaft
- CAF-Afrikameisterschaft:
  - Dritter 2008 in Ghana (4 Einsätze)
  - Vize 2010 in Angola (2 Einsätze)
  - Vierter 2012 in Gabun und Äquatorialguinea (6 Einsätze)
  - Vierter 2013 in Südafrika (1 Einsatz)
- FIFA-Weltmeisterschaft:
  - Viertelfinalist 2010 in Südafrika (5 Einsätze)

### Verein
- Norwegen:
  - Norwegischer Meister (3): 2008 mit Stabæk IF; 2009, 2010 mit Rosenborg BK
  - Norwegischer Supercupsieger: 2010 mit Rosenborg BK
- Deutschland:
  - DFB-Pokalsieger: 2011 mit FC Schalke 04
  - DFL-Supercupsieger: 2011 (ohne Einsatz) mit FC Schalke 04
- Finnland:
  - Finnischer Meister (3): 2014, 2017, 2018 mit HJK Helsinki
  - Finnischer Pokalsieger (2): 2014, 2017 mit HJK Helsinki

### Persönliche Ehrungen
- Norwegens Fußballer des Jahres: 2010